# Aurora Chin
Aurora Eugenia Chin (n. 12 septembrie 1958, Petelea, România) este o fostă arcașă și antrenoare română.

## Carieră
Asistentă medicală de profesie, a debutat în 1974 la AS „Sănătatea” din Târgu Mureș, avându-l ca antrenor pe Iosif Matei. În 1980 a fost transferată la CS Steaua București, acolo unde a lucrat cu antrenorul Dan Petrescu.
A obținut multiple titluri de campioană la junioare și senioare în competiții naționale și internaționale. A reprezentat România la Jocurile Olimpice de vară din 1980 de la Moscova, unde s-a clasat pe locul 13. La Campionatele Europene din 1982 din Ungaria s-a clasat pe locul 12.